# Richard Gregg (hockey sur gazon)
Pour les articles homonymes, voir Richard Gregg.
Richard Gregg, né le 9 décembre 1883 à Portsmouth et mort le 20 mai 1945 à Dublin, est un joueur de hockey sur gazon irlandais. Lors des Jeux olympiques de 1908 se tenant à Londres il remporte la médaille d'argent pour la première apparition de ce sport au programme olympique.

## Palmarès

### Jeux olympiques
- Jeux olympiques d'été de 1908 à Londres
  -  Médaille d'argent.